# Birgit Heeb-Batliner
Birgit Heeb-Batliner, lihtenštajnska alpska smučarka, * 14. oktober 1972, Mauren, Lihtenštajn.
Nastopila je na štirih olimpijskih igrah, najboljšo uvrstitev je dosegla leta 1998 z devetim mestom v veleslalomu. Na svetovnih prvenstvih je nastopila šestkrat, najboljšo uvrstitev je dosegla leta 2001 s petim mestom v isti disciplini, ob tem je bila še sedma in deseta. V svetovnem pokalu je tekmovala dvanajst sezon med letoma 1991 in 2003 ter dosegla eno zmago in še štiri uvrstitve na stopničke, vse v veleslalomu. V skupnem seštevku svetovnega pokala je bila najvišje na tridesetem mestu leta 2000, leta 1999 je bila šesta v veleslalomskem seštevku.